# NGC 1977
NGC 1977 oraz NGC 1973 i NGC 1975 – grupa mgławic refleksyjnych powiązana z gromadą otwartą, znajdująca się w gwiazdozbiorze Oriona. NGC 1977 została odkryta 18 stycznia 1786 roku przez Williama Herschela, NGC 1973 odkrył Heinrich Louis d’Arrest 16 grudnia 1862 roku, a NGC 1975 również d’Arrest 3 października 1864 roku. Odległości gromady od Słońca wynosi ok. 1,6 tys. lat świetlnych.
NGC 1977 to wydłużona mgławica leżąca po północnej stronie Wielkiej Mgławicy Oriona. W jej centrum znajduje się niebieski olbrzym 42 Orionis (c Orionis) o jasności około 4,6m. 
Mgławice te są czasem ignorowane przez astronomów ze względu na mocniejsze świecenie pobliskiej Mgławicy Oriona. Grupa ta leżąca wzdłuż miecza Oriona, na północ od jasnego kompleksu, również jest związana z gigantycznym obłokiem molekularnym Oriona, odległym o około 1500 lat świetlnych od Ziemi. Mgławice te zostały zdominowane przez charakterystyczny niebieski kolor międzygwiezdnego pyłu odbijającego światło młodych, gorących gwiazd. Mgławica NGC 1977 (znajdująca się powyżej środka) jest oddzielona ciemniejszymi obszarami nieprzeźroczystego pyłu od NGC 1975 (na dole w środku) oraz NGC 1973 (na dole po lewej).